# 七人の自由学芸に紹介されている青年
『七人の自由学芸に紹介されている青年』、または『「法」によって「慎重」とほかの自由学芸に紹介されるロレンツォ・トルナブオーニ』、または『自由学芸に紹介されているロレンツォ・トルナブオーニ (イタリア語: Giovane Introdotto tra le Arti Liberali) 』は、1483年から1486年ごろのイタリアのルネサンス期の画家、サンドロ・ボッティチェッリによる絵画である。

## 概要
ロレンツォ・デ・メディチの叔父であり、メディチ銀行のローマ支部長であるジョヴァンニ・トルナブオーニが所有するフィレンツェ近郊の田舎の別荘であったヴィラ・レンミは、この絵とその対作品『若い婦人に贈り物を贈るヴィーナスと三美神』によって本来飾られていた。 それらの絵画は、おそらく、ジョヴァンニの息子ロレンツォとアルビッツィ家のジョヴァンナとの1486年の結婚式のために依頼されたので、この二人を描いていると考えられている。
『七人の自由学芸に紹介されている青年』は、自由学芸 (リベラル・アーツ) を表す寓話的な人物の輪の中に、擬人化された「文法」によって導かれた若い男、おそらくロレンツォ・トルナブオーニを描いている。「慎重」によって主催され、人物の輪は、「修辞学」、「論理学」、「算術」、「幾何学」、「天文学」、「音楽」も含み、それぞれが様々な属性によって特定できる。古代では、自由学芸は自由な人にふさわしい教育を示していたので、絵画は若い男の幅広い教育を証明している。「算術」の姿は、若い男に挨拶する際に手を差し伸べているのが見られる。銀行家の末裔であるトルナブオーニは、おそらく数字に焦点を当てた教育を受けていたのであろう。
二点の絵画は、1873年に白塗り層の下でヴィラ・レンミで発見され、元の場所から剥離された。両作品は現在、パリのルーブル美術館にある。